# Miramont-de-Quercy
Miramont-de-Quercy település Franciaországban, Tarn-et-Garonne megyében. Lakosainak száma 307 fő (2022. január 1.). Miramont-de-Quercy Fauroux, Montagudet, Montbarla, Montesquieu, Saint-Nazaire-de-Valentane és Touffailles községekkel határos.

## Népesség
A település népessége az elmúlt években az alábbi módon változott:
| Lakosok száma | 340  | 336  | 339  | 323  | 317  | 316  | 313  | 309  | 307  |
|               | 2013 | 2015 | 2016 | 2017 | 2018 | 2019 | 2020 | 2021 | 2022 |